# Richard Mohr (Fechter)
Richard Frédéric Mohr (* 26. Januar 1879 in Le Havre; † 17. Mai 1918 in Cappy) war ein französischer Degenfechter.

## Erfolge
Mohr nahm an den Olympischen Zwischenspielen 1906 in Athen teil, bei denen er lediglich im Mannschaftswettbewerb mit dem Degen antrat. Dabei kam er in den beiden Finalgefechten der französischen Mannschaft gegen die britische Equipe zum Einsatz. Gemeinsam mit Georges Dillon-Cavanagh, Pierre d’Hugues und Georges de la Falaise setzte er sich gegen Großbritannien durch und gewann somit die Goldmedaille.
Er fiel im Ersten Weltkrieg.